# Constantí III, príncep d'Armènia
Constantí III o Gosdantin (armeni: Կոստանդին Ա) (1278- vers 1310) fou rei del Regne Armeni de Cilícia, fill de Lleó III, que va succeir al seu pare quan va morir el 1289. La seva mare fou Kirana de Lampron i fou membre de la dinastia hethumiana.
Exercia un càrrec important a la cort sota el seu germà Hethum II. El 1296 Hethum II i el seu germà Toros III (associat al tron) van anar a Constantinoble on la seva germana Rita d'Armènia es va casar amb l'hereu imperial Miquel IX Paleòleg, associat al tron pel seu pare Andrònic II Paleòleg. Durant la seva absència Constantí va proclamar rei a Simbaci (que era el tercer germà per ordre de naixement després d'Hethum i de Toros). La part que va tenir en els crims de Simbaci és desconeguda.
En un moment donat a finals del 1298, Constantí va enderrocar a Simbaci i va alliberar a Hethum. Simbaci va quedar sota custòdia, i Hethum fou tractat de les seves ferides als ulls. Mentre que Constantí va gaudir del poder com a rei. Quan Hethum es va restablir i va acceptar tornar a assumir la corona, li va entregar el poder (1299). Els historiadors armenis diuen que "Hethum fou cridat pel seu poble", el que suposaria que foren els nakharark els qui van imposar a Constantí els canvis i no la seva única voluntat.
Al cap de poc temps en què Hethum tornava a tenir el poder, Constantí es va penedir d'haver-lo afavorit. Simbaci conspirava amb ell per tornar al tron i devien buscar el suport d'alguns nakharark. Però l'afer fou descobert i Hethum va ordenar l'empresonament de Constantí (i de Simbaci) en una fortalesa, fins a la seva mort. La mort de Constantí (com la de Simbaci) va esdevenir en una data indeterminada en els primers anys del segle xiv.
| Precedit per: Simbaci | Regne Armeni de Cilícia 1298 o 1299-1299 | Succeït per: Hethum II |